# DJ Magazine
DJ Magazine — щомісячний британський журнал, присвячений електронній танцювальній музиці і діджеям. Перший номер журналу вийшов у 1991 році. Крім англійської, видається болгарською, іспанською, італійською, корейською, німецькою, португальською, польською та російською мовами.

## Про журнал
Авторитетне видання DJ Magazine, яке вже понад двадцять років висвітлює і розкриває популярні події в світі електронної музики. Також ним будо започатковано два рейтинги. Це Топ-100 відомих у світі ді-джеїв та Топ-100 клубів.
Журнал доступний через кіоски преси по всьому світу, за передплатою та в онлайн-форматі PDF. Кожен номер оснащено безкоштовним компакт-диском, в якому містяться різні мультимедійні доповнення.
Перший номер журналу DJ Mag-Україна вийшов 2008 року, але випуск журналу був нетривалий. В світ вийшло лише сім випусків.

## Рейтинги ТОП-100
«Топ-100 ді-джеев» є провідним світовим рейтингом. Під час голосування залучается більше ніж 350000 голосів в рік. Перше опитування було 1995 року, вважається еталоном як для ді-джеїв так і для клубів.
«Топ-100 клубів» є важливим опитування для визначення найкращих клубів в світі. Голосування традиційно відкриті тільки для ді-джеїв. Опитування були відкриті для широкої публіки в 2010 році, а голосів було залучено понад 75000.
У 2011 році нагородження найкращих ді-джеїв року, пройшло вперше не на батьківщині журналу, а в Амстердамі.

## Рейтинг ді-джеїв
Ді-джеї, які отримумали одне із перших місць за всю історію існування рейтингу. У 2012 році до рейтингу ТОП-100 вперше увійшов український ді-джей та продюсер Omnia.
| DJ                        | 1997 | 1998 | 1999 | 2000 | 2001 | 2002 | 2003 | 2004 | 2005 | 2006 | 2007 | 2008 | 2009 | 2010 | 2011 | 2012 | 2013 | 2014 | 2015 | 2016 | 2017 | 2018 | 2019 | 2020 | 2021 | 2022 | 2023 | 2024 |
| ------------------------- | ---- | ---- | ---- | ---- | ---- | ---- | ---- | ---- | ---- | ---- | ---- | ---- | ---- | ---- | ---- | ---- | ---- | ---- | ---- | ---- | ---- | ---- | ---- | ---- | ---- | ---- | ---- | ---- |
| Карл Кокс                 | 1    | 2    | 2    | 5    | 7    | 8    | 7    | 11   | 10   | 11   | 7    | 12   | 18   | 22   | 31   | 45   | 46   | 59   | 63   | 74   | 62   | 53   | 35   | 34   | 27   | 22   | 26   | 31   |
| Пол Окенфолд              | 2    | 1    | 1    | 2    | 5    | 6    | 8    | 9    | 11   | 14   | 12   | 14   | 23   | 51   | 69   | 69   | 92   | —    | —    | —    | —    | —    | —    | —    | —    | —    | —    | —    |
| Sasha                     | 3    | 5    | 3    | 1    | 2    | 2    | 4    | 4    | 4    | 7    | 5    | 7    | 13   | 27   | 63   | —    | —    | —    | —    | —    | —    | —    | —    | —    | —    | —    | —    | —    |
| Джон Дігвід               | 12   | 7    | 6    | 3    | 1    | 3    | 5    | 8    | 6    | 8    | 3    | 9    | 17   | 29   | 55   | 98   | —    | —    | —    | —    | —    | —    | —    | —    | —    | —    | —    | —    |
| Пол ван Дайк              | 42   | 6    | 5    | 4    | 4    | 4    | 2    | 2    | 1    | 1    | 4    | 3    | 5    | 6    | 11   | 16   | 32   | 38   | 41   | 60   | 51   | 55   | 87   | 50   | 41   | 38   | 45   | 37   |
| Tiësto                    | —    | —    | —    | 24   | 6    | 1    | 1    | 1    | 2    | 3    | 2    | 2    | 2    | 3    | 3    | 2    | 4    | 5    | 5    | 5    | 5    | 6    | 8    | 16   | 15   | 15   | 23   | 23   |
| Армін ван Бюрен           | —    | —    | —    | —    | 27   | 5    | 3    | 3    | 3    | 2    | 1    | 1    | 1    | 1    | 2    | 1    | 2    | 3    | 4    | 4    | 3    | 4    | 4    | 4    | 3    | 5    | 5    | 6    |
| Девід Гета                | —    | —    | —    | —    | —    | —    | —    | —    | 39   | 31   | 10   | 5    | 3    | 2    | 1    | 4    | 5    | 7    | 6    | 6    | 7    | 5    | 3    | 1    | 1    | 2    | 1    | 2    |
| Hardwell                  | —    | —    | —    | —    | —    | —    | —    | —    | —    | —    | —    | —    | —    | —    | 24   | 6    | 1    | 1    | 2    | 3    | 4    | 3    | 12   | 17   | —    | 43   | 37   | 11   |
| Dimitri Vegas & Like Mike | —    | —    | —    | —    | —    | —    | —    | —    | —    | —    | —    | —    | —    | —    | 79   | 38   | 6    | 2    | 1    | 2    | 2    | 2    | 1    | 2    | 5    | 3    | 2    | 3    |
| Мартін Ґаррікс            | —    | —    | —    | —    | —    | —    | —    | —    | —    | —    | —    | —    | —    | —    | —    | —    | 40   | 4    | 3    | 1    | 1    | 1    | 2    | 3    | 2    | 1    | 3    | 1    |